# آنتوان والریو
آنتوان والریو (انگلیسی: Antoine Valério؛ زادهٔ ۱۱ دسامبر ۱۹۹۹) بازیکن فوتبال اهل فرانسه است.
از باشگاه‌هایی که در آن بازی کرده‌است می‌توان به باشگاه فوتبال نیم المپیک اشاره کرد.